# Llacs de Tità

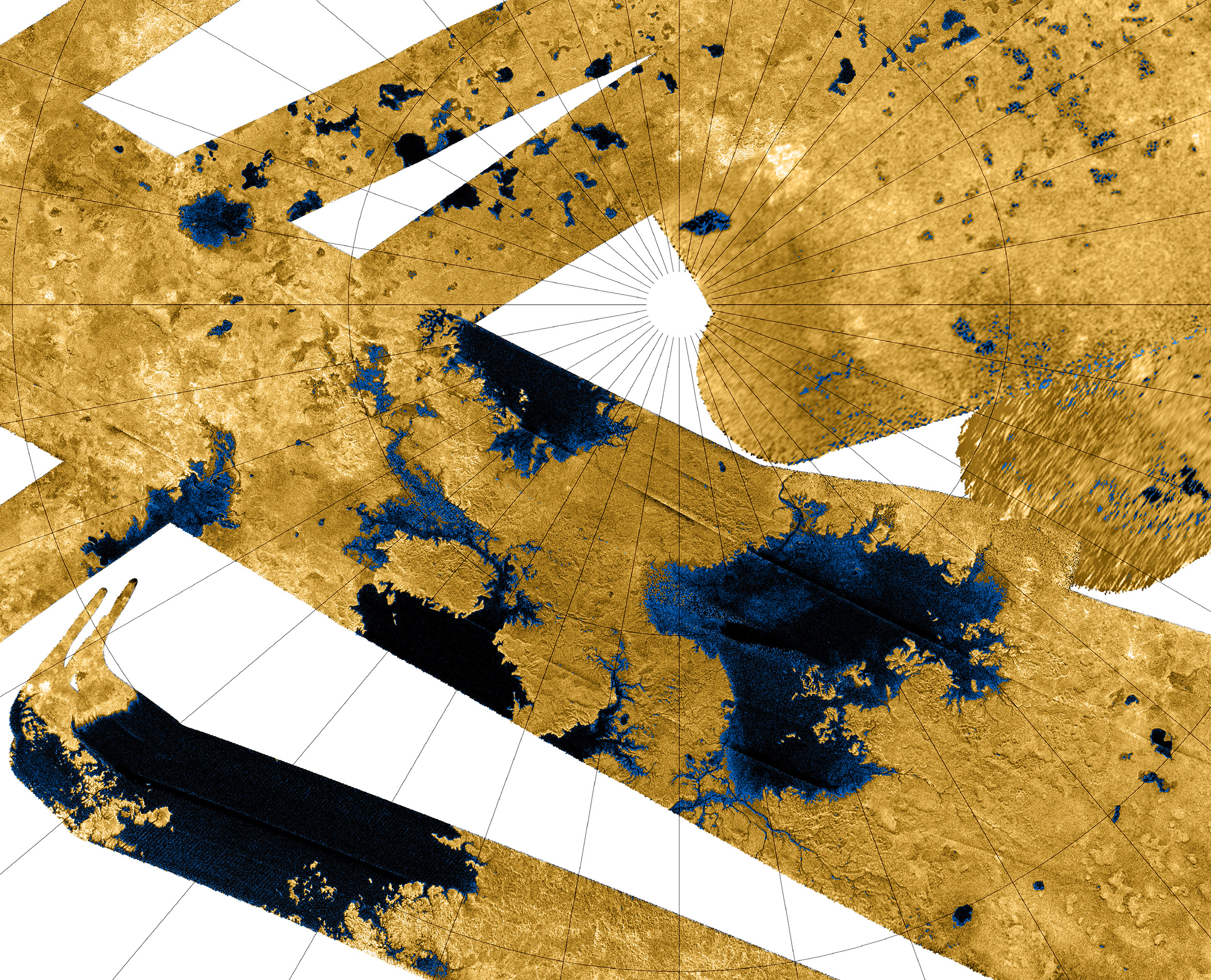
Mosaic en colors falsos de la sonda Cassini de la regió polar nord de Tità, mostrant mars d'hidrocarbuts, llacs i xarxes tributàries. El color blau indica àrees de baixa reflectivitat al radar, a causa de cossos líquid d'età, metà i nitrogen dissolt. Aquestes fotografies suggereixen que el Kraken Mare, el cos gran a baix a l'esquerra, té aproximadament el doble de l'extensió visible aquí. El Ligeia Mare és el cos gran a baix a la dreta. El Punga Mare és just per sobre del centre, el Jingpo Lacus al centre esquerra, el Bolsena Lacus a dalt a l'esquerra i el Kivu Lacus just per sobre del pol. El Sparrow Lacus està diagonalment per sobre a l'esquerra del Kivu Lacus, mentre que el Waikare Lacus està a sobre i a la seva dreta.

Els llacs de Tità, el satèl·lit de Saturn, són cossos d'età i metà líquid que foren detectats per la sonda Cassini–Huygens, i dels quals s'intuïa l'existència feia temps. Els cossos més grossos es coneixen com a maria (mars en llatí, singular mare) i els petits com a lacūs (llacs en llatí, en singular lacus).

## Història

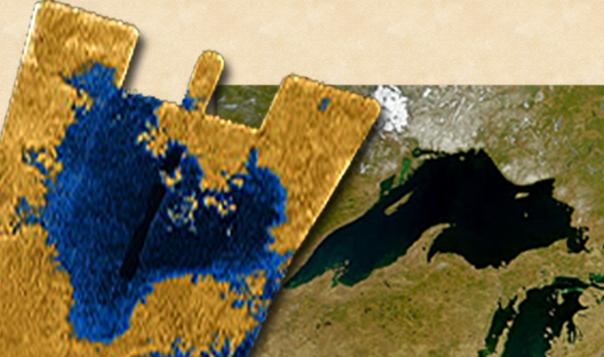
Comparació de la mida del Ligeia Mare amb el Llac Superior dels Estats Units.

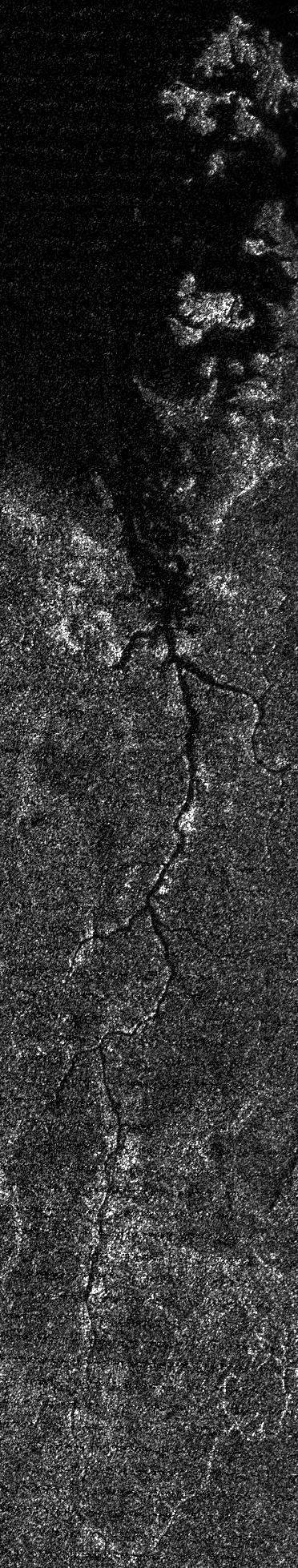
Un llarg riu de 400 km que desemboca al Ligeia Mare.

La possibilitat de l'existència de mars a Tità ja fou suggerida basant-se en les dades obtingudes per les sondes Voyager 1 i 2. Aquestes dades mostraven que Tità disposava d'una atmosfera gruixuda amb una temperatura i composició apta com per a suportar-los. No fou fins al 1995 que no s'obtingueren proves directes gràcies a les dades del telescopi espacial Hubble i d'altres observacions que ja havien suggerit l'existència de metà líquid a Tità, tant en bosses desconnectades com a escala de grans oceans al satèl·lit, semblants als d'aigua a la Terra.
La sonda Cassini confirmà les hipòtesis, encara que no de manera immediata. Quan la sonda arribà al sistema de Saturn el 2004, s'esperava que els llacs o oceans d'hidrocarburs es poguessin detectar per a la reflexió de la llum de la superfície en els cossos líquids, però, inicialment no s'observaren reflexions especulars.
Encara quedava la possibilitat de trobar età i metà líquid a les regions polars de Tità, on s'esperava que fossin abundants i estables. En la regió polar sud, s'identifica el primer cos que possiblement fos un llac, una enigmàtica formació anomenada Ontario Lacus, possiblement creada per núvols que s'ajuntaven en aquesta àrea. També s'identificà una possible línia de costa prop del pol gràcies a fotografies de radar. Després d'un vol el 22 de juliol de 2006, en el qual la sonda Cassini fotografià les latituds més al nord (on aleshores era hivern), es pogueren veure tot un seguir de punts grans, llissos (i llavors foscos) a la superfície prop del pol. Els científics, anunciaren l'evidència definitiva de llacs de metà a Tità el gener de 2007. L'equip de la sonda Cassini–Huygens conclogueren que les formes fotografiades eren els llargament buscats llacs d'hidrocarburs, els primers cossos líquids trobats a una superfície fora de la Terra. Alguns semblen tenir canals associats a líquids i se situen en depressions topogràfiques. Els canals en algunes regions han creat sorprenentment petites erosions, la qual cosa suggereix que l'erosió a Tità és extremadament lenta, o que fenòmens més recents han esborrat formacions i conques de rius més antics. Sobretot, les observacions de radar de la sonda Cassini han mostrat que els llacs només cobreixen un petit percentatge de la superfície i estan concentrats prop dels pols, fent que Tità sigui molt més sec que la Terra. L'alta humitat relativa de la baixa atmosfera de Tità podria estar sostinguda per l'evaporació dels llacs que cobreixen tan sols el 0,002–0,02% del total de la superfície.
Durant els vols de la Cassini a finals de febrer de 2007, les observacions de radar i de càmeres revelaren grans estructures en la regió nord polar que s'han interpretat com a grans extensions de metà o età líquid, que inclourien un mar (Ligeia Mare) amb una àrea d'uns 100.000 km² (més gran que el llac Superior de Nord Amèrica), i una altra regió no totalment fotografiada amb una mida que podria ser semblant a la de la mar Càspia, el conegut com a (Kraken Mare). Un vol sobre les regions del pol sud de Tità a l'octubre de 2007 revelà formacions semblants al llac a la zona.
Els instruments visuals i de mapatge de la sonda Cassini observaren al desembre de 2007 un llac, l'Ontario Lacus, a la regió polar sud. Aquests instruments identifiquen diferents materials químics basant-se en la manera com absorbeixen o reflecteixen la llum infraroja. Basant-se en les observacions d'aquests instruments, els científics arribaren a la conclusió que almenys un dels grans llacs observats al satèl·lit contenia líquid, que aquell líquid era un hidrocarbur, i havien identificat la presència d'età. El 8 de juliol de 2009, una reflexió especular en infraroig es veié al Jingpo Lacus, un llac prop del Kraken Mare. Aquest fet confirmà la presència de líquid en la part del satèl·lit que hi havia moltes conques en forma de llacs de les regions del nord de Tità. Això convertia Tità en l'únic objecte del sistema solar a part de la Terra que tenia líquids estables en la seva superfície. Això convertia Tità en un punt d'observació i estudi molt interessant per les ciències meteorològiques. Aquest fet podria ajudar a afinar les previsions meteorològiques a la Terra. Les mesures de radar fetes al juliol de 2009 i gener del 2010 indicaren que l'Ontario Lacus és extremadament poc profund, amb una profunditat mitjana de 0,4–3,2 m, i una profunditat màxima de 2,9–7,4 m. La qual cosa el faria semblant a una plana de marea terrestre. Per contra, a l'hemisferi nord, el Ligeia Mare té profunditats superiors als 8 m, el màxim mesurable pels radars.

### Composició química dels llacs
Segons les dades obtingudes per la sonda Cassini, els científics van anunciar el 13 de febrer de 2008 que a Tità hi havia en els seus llacs polars centenars de vegades més gas natural i altres hidrocarburs líquids que totes les reserves de gas natural i olis conegudes a la Terra. Els deserts de dunes de sorra de l'equador, tot i estar desproveïts de líquids obertament, tenen més matèria orgànica que totes les reserves de carbó de la Terra. Al juny del 2008, l'espectròmetre de mapatge infraroig i visible de la sonda Cassini' confirmà la presència d'età líquid sense cap mena de dubte en un llac de l'hemisferi sud de Tità. La composició exacta d'hidrocarburs dels llacs es desconeix. A més de l'età, el metà és pràcticament segur que hi és present. Les pluges de metà caurien en els llacs però en ser més volàtil que l'età, probablement s'evapora molt més ràpid dels llacs, deixant els hidrocarburs més pesats al darrere. Se suposa que els grans ciclons produïts per aquesta evaporació i les pluges associades amb vents de fins a 20 metres per segon només es produirien sobre els mars grans de l'hemisferi nord (Kraken Mare, Ligeia Mare, Punga Mare) a l'estiu nòrdic durant fins a deu dies.
Segons uns models per ordinador desenvolupats per Daniel Cordier de la Universitat de Rennes, unes tres quartes parts d'un llac polar mitjà seria d'età, amb un 10 per cent de metà, un set per cent de propà i quantitats més petites d'àcid cianhídric, butà, nitrogen i argó. La composició química i les propietats físiques dels llacs probablement varien d'un llac a un altre. La manca de proves d'onades indicaria que els llacs contenen quitrans més pesats com els hidrocarburs fent-los més viscosos que el que s'espera (els càlculs indiquen que velocitats dels vents menors a un metre per segon desencadenarien onades detectables als llacs d'età de Tità però no se n'ha observat mai). En aquest cas, els llacs de Tità serien més aviat com pous de quitrà gegants.
Una altra explicació possible seria la solidificació dels hidrocarburs. Les propietats òptiques del metà sòlid superficial (prop al punt de fusió) són molt semblants a les propietats de la superfície líquida encara que la viscositat del metà sòlid, fins i tot prop del punt de fusió, és molt més alta, la qual cosa explicaria l'extraordinària llisor de la superfície. El metà sòlid és més dens que el metà líquid pertant s'enfonsaria. Això no obstant, segons uns estudis presentats el 2012 per Jason Hofgartner el gel de metà s'espera que en principi floti, ja que probablement conté bosses de gas de nitrogen de l'atmosfera. Les temperatures properes al punt de congelació del metà (90,4 K) conduirien a l'existència d'hidrocarburs líquids i congelats al mateix temps – és a dir, una escorça d'hidrocarburs gelats per sobre dels hidrocarburs líquids i blocs de gel d'hidrocarbur al fons del llit del llac. Es pensa que aquests blocs de gel s'elevarien a la superfície una altra vegada a l'inici de la primavera abans de la fusió.

### Reflexions especulars
El 21 de desembre de 2008, la sonda Cassini passà per sobre de l'Ontario Lacus a una altitud de 1.900 km i pogué observar una reflexió especular en les observacions de radar. Els senyals foren molt més forts del que s'esperava i saturaren el receptor de la sonda. La conclusió que es tragué de la força de la reflexió fou que el nivell del llac no variava més de 3 mm sobre una àrea de reflexió de la primera zona de Fresnel de només 100 m d'ample (més llis que qualsevol superfície seca natural de la Terra). Aquest fet s'explicaria per uns vents superficials mínims a l'àrea a l'estació o pel fet que la viscositat del fluid fos més gran de l'esperada.
El 8 de juliol de 2009, l'instrument de cartografia de la sonda Cassini (VIMS) observà una reflexió especular en llum infraroja de 5 micròmetres d'un cos líquid de l'hemisferi nord 71° N, 337° W. This has been described as at the southern shoreline of Kraken Mare, però a la imatge combinada de radar-VIMS es mostra la localització com un llac separat (posteriorment anomenat Jingpo Lacus). L'observació es feu poc després que la regió polar nord sortís de la foscor d'un hivern de 15 anys, a causa de la localització polar del cos líquid reflectint, les observacions necessitaren un angle de fase proper als 180°.

## Nom dels mars i llacs

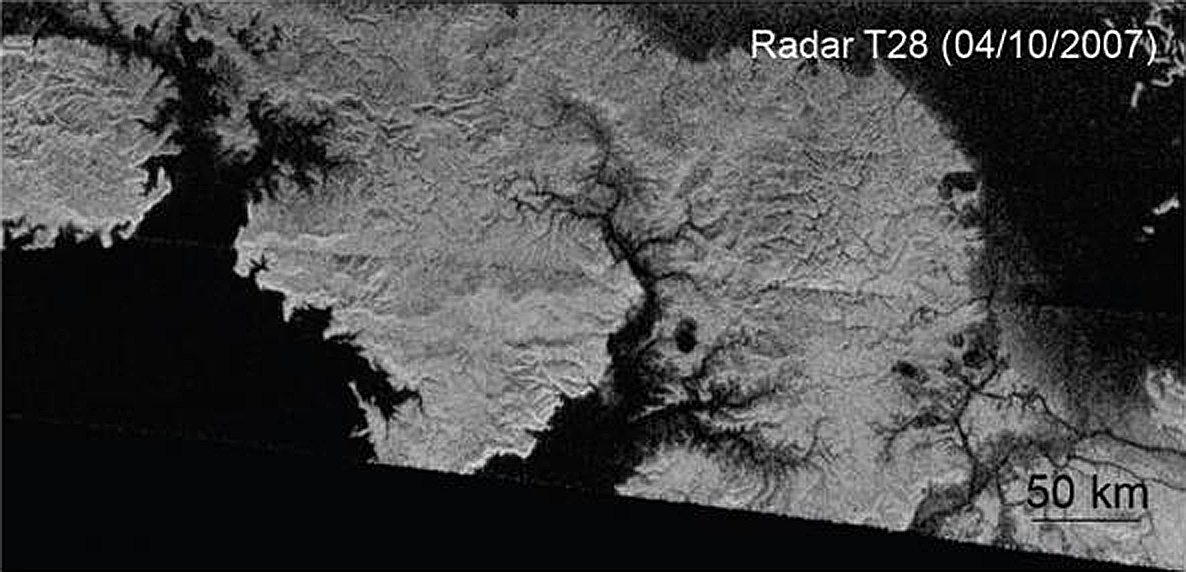
Intricades xarxes de canals de drenatge que conflueixen al Kraken Mare (a baix a l'esquerra) i el Ligeia Mare (a dalt a la dreta).

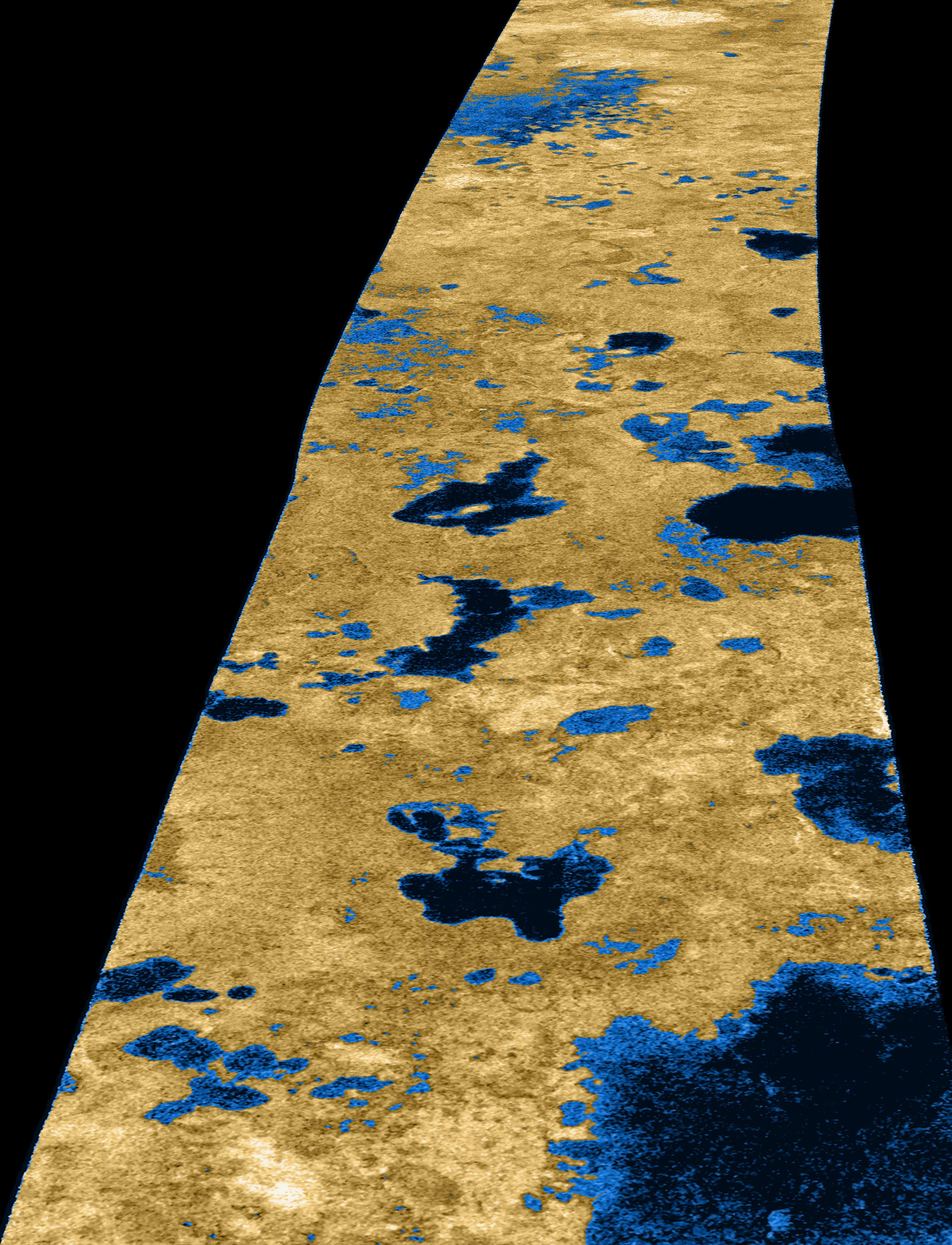
Llacs d'hidrocarburs sobre Tità: imatges de radar del 2006. El Bolsena Lacus a baix a la dreta, el Sotonera Lacus just per sobre i a la seva esquerra. El Koitere Lacus i el Neagh Lacus a mitjana distància, a l'esquerra del centra del marge dret. El Mackay Lacus a dalt a l'esquerra.

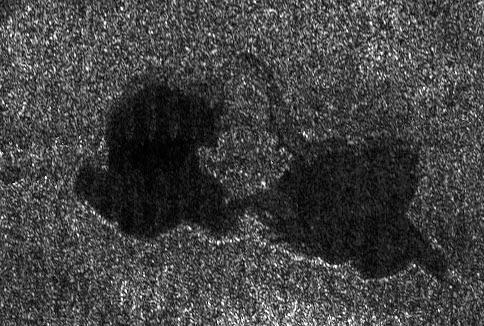
Els coneguts com "llacs besant-se", formalment anomenats Abaya Lacus, d'uns 65 km de llarg

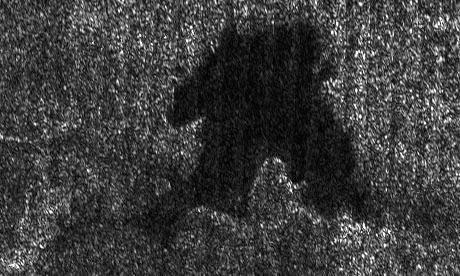
Feia Lacus, sobre els 47 km de llarg, un llac amb grans penínsules

Les formacions anomenades lacus es pensa que són llacs d'età o metà, mentre que les anomenades lacunae (singular Lacuna) es pensa que són llits de llacs secs. Els dos tipus de formacions duen de nom de llacs terrestres.
Els maria de Tità (grans mars d'hidrocarburs) reben el nom de monstres marins de la mitologia.

### Maria
| Nom         | Coordenades                            | Diàmetre (km) | Origen del nom                                              |
| ----------- | -------------------------------------- | ------------- | ----------------------------------------------------------- |
| Kraken Mare | 68° 00′ N, 310° 00′ O / 68.0°N,310.0°O | 1.170         | Kraken, Monstre marí nòrdic.                                |
| Ligeia Mare | 79° 00′ N, 248° 00′ O / 79.0°N,248.0°O | 500           | Ligeia, una de les sirenes, monstres de la mitologia grega. |
| Punga Mare  | 85° 06′ N, 339° 42′ O / 85.1°N,339.7°O | 380           | Punga, els ancestre Māori dels taurons i els llangardaixos  |

### Lacūs
| Nom            | Coordenades                              | Diàmetre (km) | Origen del nom                                                             |
| -------------- | ---------------------------------------- | ------------- | -------------------------------------------------------------------------- |
| Abaya Lacus    | 73° 10′ N, 45° 33′ O / 73.17°N,45.55°O   | 65            | Llac Abaya, Etiòpia                                                        |
| Albano Lacus   | 65° 54′ N, 236° 24′ O / 65.9°N,236.4°O   | 6,2           | Llac Albano, Itàlia                                                        |
| Atitlán Lacus  | 69° 18′ N, 238° 48′ O / 69.3°N,238.8°O   | 13,7          | Llac Atitlán, Guatemala                                                    |
| Bolsena Lacus  | 75° 45′ N, 10° 17′ O / 75.75°N,10.28°O   | 101           | Llac Bolsena, Itàlia                                                       |
| Cardiel Lacus  | 70° 12′ N, 206° 30′ O / 70.2°N,206.5°O   | 22            | Llac Cardiel, Argentina                                                    |
| Cayuga Lacus   | 69° 48′ N, 230° 00′ O / 69.8°N,230.0°O   | 22,7          | Llac Cayuga, EUA                                                           |
| Feia Lacus     | 73° 42′ N, 64° 25′ O / 73.7°N,64.41°O    | 47            | Llac Feia, Brasil                                                          |
| Freeman Lacus  | 73° 36′ N, 211° 06′ O / 73.6°N,211.1°O   | 26            | Llac Freeman, EUA                                                          |
| Jingpo Lacus   | 73° 00′ N, 336° 00′ O / 73.0°N,336.0°O   | 240           | Llac Jingpo, Xina                                                          |
| Junín Lacus    | 66° 54′ N, 236° 54′ O / 66.9°N,236.9°O   | 6,3           | Llac Junín, Perú                                                           |
| Kivu Lacus     | 87° 00′ N, 121° 00′ O / 87.0°N,121.0°O   | 77,5          | Llac Kivu, a la frontera entre Ruanda i la República Democràtica del Congo |
| Koitere Lacus  | 79° 24′ N, 36° 08′ O / 79.4°N,36.14°O    | 68            | Koitere, Finlàndia                                                         |
| Lanao Lacus    | 71° 00′ N, 217° 42′ O / 71.0°N,217.7°O   | 34,5          | Llac Lanao, Filipines                                                      |
| Logtak Lacus   | 70° 48′ N, 124° 06′ O / 70.8°N,124.1°O   | 14,3          | Llac Loktak, Índia                                                         |
| Mackay Lacus   | 78° 19′ N, 97° 32′ O / 78.32°N,97.53°O   | 180           | Llac Mackay, Austràlia                                                     |
| Mývatn Lacus   | 78° 11′ N, 135° 17′ O / 78.19°N,135.28°O | 55            | Mývatn, Islàndia                                                           |
| Neagh Lacus    | 81° 07′ N, 32° 10′ O / 81.11°N,32.16°O   | 98            | Lough Neagh, Irlanda del Nord                                              |
| Ohrid Lacus    | 71° 48′ N, 221° 54′ O / 71.8°N,221.9°O   | 17,3          | Llac d'Okhrida, Macedònia del Nord i Albània                               |
| Oneida Lacus   | 76° 08′ N, 131° 50′ O / 76.14°N,131.83°O | 51            | Llac Oneida, EUA                                                           |
| Ontario Lacus  | 72° 00′ S, 183° 00′ O / 72.0°S,183.0°O   | 235           | Llac Ontario, a la frontera entre el Canadà i els Estats Units.            |
| Sevan Lacus    | 69° 42′ N, 125° 36′ O / 69.7°N,125.6°O   | 46,9          | Llac Sevan, Armènia                                                        |
| Sotonera Lacus | 76° 45′ N, 17° 29′ O / 76.75°N,17.49°O   | 63            | Llac Sotonera, Espanya                                                     |
| Sparrow Lacus  | 84° 18′ N, 64° 42′ O / 84.3°N,64.7°O     | 81,4          | Llac Sparrow, Canadà                                                       |
| Towada Lacus   | 71° 24′ N, 244° 12′ O / 71.4°N,244.2°O   | 24            | Llac Towada, Japó                                                          |
| Uvs Lacus      | 69° 36′ N, 245° 42′ O / 69.6°N,245.7°O   | 26,9          | Uvs Nuur, Mongòlia                                                         |
| Vänern Lacus   | 70° 24′ N, 223° 06′ O / 70.4°N,223.1°O   | 43,9          | Vänern, Suècia                                                             |
| Waikare Lacus  | 81° 36′ N, 126° 00′ O / 81.6°N,126.0°O   | 52,5          | Llac Waikare, Nova Zelanda                                                 |

### Lacunae
| Nom              | Coordenades                            | Diàmetre (km) | Origen del nom                         |
| ---------------- | -------------------------------------- | ------------- | -------------------------------------- |
| Atacama Lacuna   | 62° 48′ N, 227° 36′ O / 62.8°N,227.6°O | 35.9          | Desert d'Atacama i salines del voltant |
| Eyre Lacuna      | 72° 36′ N, 225° 06′ O / 72.6°N,225.1°O | 25.4          | Llac Eyre, Austràlia                   |
| Jerid Lacuna     | 66° 42′ N, 221° 00′ O / 66.7°N,221°O   | 42.6          | Chott el Djerid, Tunísia               |
| Melrhir Lacuna   | 64° 54′ N, 212° 36′ O / 64.9°N,212.6°O | 23            | Chott Melrhir, Algèria                 |
| Ngami Lacuna     | 66° 42′ N, 213° 54′ O / 66.7°N,213.9°O | 37.2          | Llac Ngami, Botswana                   |
| Racetrack Lacuna | 66° 06′ N, 224° 54′ O / 66.1°N,224.9°O | 9.9           | Racetrack Playa, EUA                   |
| Uyuni Lacuna     | 66° 18′ N, 228° 24′ O / 66.3°N,228.4°O | 27            | Salar de Uyuni, Bolívia                |